# Eigenioneneffekt
Der Eigenioneneffekt kann beim Lösen von Salzen auftreten. Er beschreibt das Phänomen, dass die molare Löslichkeit eines Salzes in einer Lösung, in der bereits eine Komponente des Salzes vorliegt, verringert wird.

## Beispiel
Ein Beispiel dafür wäre das Lösen von BaSO4 (Bariumsulfat) in einer Sulfat-Ionenhaltigen Lösung. Das Löslichkeitsprodukt von BaSO4 ist 10−10 mol2/l2. Das Löslichkeitsprodukt eines Salzes definiert sich z. B. bei einem einfachen AB- oder 1:1-Salz (z. B. Natriumchlorid) als molare Löslichkeit von Na+ mal die Löslichkeit von Cl− in Mol pro Liter.
Daraus folgt, dass sich in einem Liter Wasser 10−5 Mol Bariumsulfat lösen lassen (also die Wurzel aus 10−10 mol2/l2). 10−5 mol/l Ba2+ mal 10−5 mol/l SO42− = 10−10=KL
Sind nun in der Lösung schon Barium- oder Sulfat-Ionen enthalten, werden diese in die Rechnung miteinbezogen. Haben wir also zum Beispiel eine 10−2 molare Lösung Na2SO4 dann befinden sich schon ebenso viele Sulfat-Ionen in Lösung. Da das Löslichkeitsprodukt bei konstanter Temperatur konstant ist, bedeutet dies für die Rechnung: 10−10 (= Löslichkeitsprodukt) = 10−2 mol/l (= SO42−) mal 10−8 mol/l Ba2+. Da 10−2 viel größer ist als 10−5 wird der Anteil der des Sulfats, das sich aus dem Salz löst, bei dieser Rechnung vernachlässigt.